# Blasito Martínez Riera
Blas Antonio Martínez Riera (n. Posadas, 16 de septiembre de 1936 – f. Avellaneda, 18 de febrero de 2002) fue músico, autor, compositor, docente, recitador y conductor argentino. Es considerado el quinto elemento fundamental del chamamé, género folklórico argentino de la región mesopotámica de Argentina.

## Biografía
A los 10 años comenzó con su pasión por el bandoneón, su padre Julio Martínez eximio multi instrumentista años antes ya le había hecho incursionar con la batería, el violín y el piano, pero Blasito sabía que su instrumento iba a ser el bandoneón. Ya adolescente es solicitado por un famoso grupo de Posadas llamado “Ipú Porá” con el cual recorre toda la región e inclusive países limítrofes como Paraguay y Brasil. Forma su primera agrupación llamada “Los Caballeros del Guarán”, luego viaja a Buenos Aires e integra la embajada “Fiesta en el Rancho” dirigida por Raimundo “Pirca” Rojas, al mismo tiempo es solicitado para las grabaciones de la embajada de Polito Castillo. 
Llega la consagración definitiva al recibir el llamado de Ernesto Montiel, para suplir nada más y nada menos que a Apolinario Godoy quien había anunciado que se retiraba del famoso conjunto correntino. Blasito había sido recomendado por Gregorio Molina, co provinciano de Blasito.
Junto a Montiel estuvo casi 10 años, grabó muchísimos discos y recorrió los mejores escenarios ya que el Cuarteto Santa Ana era el conjunto musical más famoso del chamamé junto al de Tránsito Cocomarola. La desvinculación fue amigable y por pedido de Montiel, que inclusive apadrinó el conjunto de Blasito que debutó en Radio Argentina en el programa de Luis Rodríguez Armesto donde también tocaban Los San Roqueños y Fito Ledesma entre otros.
Allí comenzó su carrera, acompañado al comienzo por José Barrientos, Ramón y Julián Cavia, Víctor Paiva, Alejo Liqueiro y Roberto Ramón Galarza, luego llegaría Tilo Escobar quien estuvo 18 años al lado de Blasito formando una de las duplas más inolvidables, dejando grabaciones épicas en contrapunto de bandoneón y acordeón. Luego llegó Cacho Saucedo, Soledad de la Fuente, El dúo  de Arias – Fernández, los hermanos Galarza, Melitón Núñez, Juan Carlos Gutiérrez, Juan Manuel Silveyra, Luis Cardozo, Santiago Ojeda, Patricio López Alfonso, Machengo Barrios, Rodrigo Barraza, Ramón Feliciano Giménez, Pablo Sablic y dos de sus hijos, los gemelos Ernesto y Blas.
En sus discos hay apariciones memorables como las de Julio Lujan, Atilio Puchot, Gregorio Molina y Jorge Padín.
Blasito fue un consagrado y reconocido artista de la música nacional, ya que logró visibilizarse fuera del ámbito chamamecero, admirado por músicos desde León Gieco, Piero, Raúl Porchetto, María Gabriela Epumer hasta Dino Saluzzi, Osvaldo Piro y el mismísimo Astor Piazzolla.
Fue el artista nacido en Posadas, Provincia de Misiones, que ha grabado la mayor cantidad de discos con un total de 46, cifra jamás alcanzada ni siquiera en la actualidad por ningún artista oriundo de Posadas.
Trabajó con los mejores presentadores, locutores y animadores durante su carrera, Héctor Larrea, Antonio Carrizo, Julio Marbiz, Miguel Franco, Gerardo Sofovich, Silvio Soldán, Jorge Rossi, Quique Pesoa, Hugo Guerrero Marthineitz, Hernán Rapela, Guillermo Brizuela Méndez, Roberto Rimoldi Fraga y hasta la mismísima Mirtha Legrand lo recibió en 1989 en sus famosos almuerzos.
Cuando falleció Blasito el prestigioso diario La Nación (Argentina) publicó una nota haciendo referencia a su fallecimiento que fue firmada por el periodista Gabriel Plaza titulada "Martínez Riera: un grande del chamamé"y en la cual se menciona la opinión del músico Chango Spasiuk al decir “Blas Martínez Riera es el artista más talentoso de la historia de la música de Misiones y el de más jerarquía”.
El 24 de noviembre de 2016 fue presentado el libro “Blasito Martínez Riera – El Quinto Grande del Chamamé”, escrito por Blas Martínez Riera y publicado por Amerindia Ediciones Correntinas. Dicha presentación contó con el auspicio del Gobierno de la Provincia de Corrientes, La Reina Arte Producciones y la Editorial Amerindia y se realizó en la Casa de la Provincia de Corrientes en Buenos Aires en el marco de “La Noche de las Casas de Provincia” y contó con la presencia de su esposa, Angélica Ruiz, sus hijos Blas y Ernesto Martínez Riera y demás integrantes de su familia.
En dicha presentación el músico y compositor Chango Spasiuk manifestó que “Blasito es fundamental en la historia del chamamé y es particularmente un músico muy importante. Blasito ha sido contemporáneo de los cuatro grandes del chamamé, como Ernesto Montiel, Tránsito Cocomarola, Isaco Abitbol, Tarragó Ros; convivió profesionalmente y en la vida con estos compositores, aprendió y tomó algo de cada uno de ellos pero reformuló absolutamente todo ese conocimiento y desarrolló una discografía, un estilo, una forma y un concepto sonoro dentro del chamamé".
A su vez el músico y compositor Antonio Tarragó Ros expresó que Blasito “buscaba la perfección, buscaba la perfección no para él sino para el chamamé, para esta música que nos contiene, que nos hace sentir vivo, que nos da un sentido de pertenencia, Blasito es un sacerdote de esta religión chamamecera, ahí está en nuestro corazón, en el talento y en las manos de sus hijos”.
Por su parte el periódico Primera Edición (diario) de Posadas, Misiones, en un artículo publicado el 24 de febrero de 2008 dice que “Blasito Martínez Riera fue el intérprete de bandoneón, autor y compositor, de la Música Popular de Misiones: el chamamé, el schotis, los valseados, etc, que más contribuyó con su talento, creatividad, jerarquía, imaginación y obra”.
Debemos mencionar, además, que Blasito Martínez Riera fue un prolífico autor y compositor con más de 400 obras musicales de su autoría habiendo registrado en SADAIC Sociedad Argentina de Autores y Compositores más de 250 obras y el resto en otras sociedades musicales de países diversos, siendo uno de los primeros recitadores del chamamé.

## Pionero
Blasito fue el primer bandoneonista del género chamamecero en tocar en el Teatro Colón de la Ciudad de Buenos Aires, estando como integrante del Cuarteto Santa Ana en la década del 60.
Ya como solista en 1983 fue el primero de su género en tocar en el Estadio Obras Sanitarias junto al cantautor ítalo argentino Piero.
Fue 14 años artista exclusivo de Odeón S. A. I.C, luego llamado EMI – Odeón S.A.I.C desde 1968 hasta 1982 donde presentó su renuncia indeclinable. 
Los artistas que más renovaron contrato en EMI fueron Ramona Galarza, Tarragó Ros y Blasito.
Fue el artista más televisado en la década del 80, llevando su música a programas que inclusive no tenían nada que ver con el folklore.
Fue el artista chamamecero que pudo darse el lujo de dejar de grabar desde 1986 a 1992 y no perder vigencia.

## Academia Corrientes
Como docente, se recibió de profesor de bandoneón con título del Conservatorio Fracassi en 1976. 
La Academia Corrientes tuvo su primera sede en el Teatro Verdi, ubicado en el barrio de La Boca por la década del 70 y luego se trasladó a Avellaneda donde aún continúa su actividad ya con la dirección de uno de sus hijos, Ernesto.
En la era de Blasito, pasaron músicos desde Juan Manuel Silveyra, Luis Cardozo, Santiago Ávalos, Pablo Sablic, Pancho Escalada, Manuel Cruz, Rodrigo Barraza, Martín Vallejos, Ramón Alegre y muchísimos más que siguieron en la actividad artista o formaron su propia agrupación o integraron conjuntos, grupos y bandas de renombre.

## En los medios
En los medios, Blasito tuvo un paso prolongado por la radio, como conductor de exitosos ciclos, primero en Radio Municipal en 1991 con “Los Primeros Mates”, luego en 1993 en Radio Montecarlo con “La Hora de Blasito” que siguió en Radio La Comunitaria y finalmente desde 1994 a 2000 con “El Rancho de Blas Martínez Riera (Blasito)” en Radio El Sol.

## El retiro
En 1996 Blasito anunció su retiro de los escenarios, durante ese año tocó por todos los festivales más importantes, volvió a la televisión y cerró su carrera con un memorable espectáculo en el Centro Cultural San Martín de Buenos Aires en el ciclo llamado “Maestros del alma”.

## El regreso
En julio de 1999, persuadido por organizadores, colegas, amigos y gran parte del público chamamecero, Blasito volvió a los escenarios con un espectáculo llamado “El retorno triunfal”, se produjo en el predio “Martín Fierro” de Avellaneda ante más de 1500 personas, así continuó con su actividad hasta 2002, su última presentación fue en enero de 2002 en el Centro Tradicionalista “El Fiador” ubicado en José C. Paz, al norte del Gran Buenos Aires ante más de 5000 personas, falleció el 18 de febrero.

## Sus restos
Los restos de Blasito fueron cremados el 19 de febrero de 2002 en el Parque de la Gloria ubicado en la localidad de El Pato, Provincia de Buenos Aires.
El destino de los mismos nunca fue revelado, solo 3 personas lo saben, sus hijos Ernesto y Blas y su esposa Angélica Ruíz.

## Matrimonios y descendencia
Fue padre de cuatro hijos, de su primer matrimonio con Gregoria Báez nacen Julio César el 20 de marzo de 1957 y Cristina Martínez el 20 de noviembre de 1960.
Del segundo matrimonio con Angélica Ruíz nacen los gemelos Ernesto María Martínez (Ernesto Martínez Riera) y Blas Sebastián Martínez (Blas Martínez Riera) el 15 de julio de 1979.

## Distinciones, premios y homenajes
- Obtuvo dos discos de oro, uno en 1968 por el álbum “Calidad en chamamé” y otro por el álbum de 1981 “Olor a fuelle”.[15]
- En 1989 recibe el premio “El Argentino” por mejor artista del litoral, este premio luego cambió a  los Premios Ace y actualmente son los Premios Carlos Gardel.
- En 2003 se inaugura un busto con su nombre en las calles San Luis y Alvear de la ciudad de Posadas el cual fue restaurado a nuevo en 2019.[16][17] También en Posadas una plaza lleva su nombre.
- En la provincia de Corrientes, en la ciudad de Monte Caseros una plaza lleva su nombre y en la ciudad de Corrientes (Capital) el Concejo Deliberante designó, mediante la Ordenanza 6704 del año 2018,[18] una Avenida con el nombre de Blas Martínez Riera en el Barrio Santa Catalina por así pedirlo los vecinos de dicho barrio.[19]
- En 2019 Fue declarado Personalidad Destacada de la Cultura,[20] en la ciudad de Avellaneda, Buenos Aires, donde también una esquina, la de Estrada y Laprida, lleva su nombre.
- En 2020 a propuesta de Pablo Martín Velázquez, Concejal del Concejo Deliberante de Posadas, Misiones, se inició el Expte. N.º 1603-C-2020. Tramitado el mismo el Honorable Concejo Deliberante de la ciudad natal de Blasito, mediante la Declaración Nº 9 de fecha 25/03/2021, aprobó declarar a Blasito Martínez Riera “Embajador Honorífico Póstumo de la ciudad de Posadas en reconocimiento a sus logros documentados en el ámbito cultural, habiendo contribuido a que nuestra Ciudad y Provincia  sean reconocidas a nivel nacional e internacional”.[21][22]
- En 2022 el Instituto Nacional de Cine y Artes Audiovisuales mediante la Resolución Nº 109/2022 dictada en fecha 03/02/2022 dispuso aprobar la realización de un documental de largometraje denominado “Blasito. El Quinto Elemento del Chamamé” del realizador y director Elian Guerin.[23]
- El 9 de mayo de 2022 el Honorable Senado de la Nación Argentina, por iniciativa del senador Humberto_Schiavoni, otorgó a Blasito Martínez Riera el "Diploma de Honor", la máxima distinción cultural que otorga el Senado. Dicho "Diploma de Honor" fue recibido por Angélica Ruiz, esposa de Blasito, y por sus hijos Blas y Ernesto Martínez Riera. La ceremonia de entrega fue transmitida en directo por el Canal Oficial y por la página oficial de Youtube del Senado de la Nación Argentina e incluyó la actuación en vivo de Blas Martínez Riera Grupo quienes interpretaron temas tanto de Blasito como de otros artistas chamameceros. Los medios periodísticos se hicieron eco de la entrega de la distinción y la noticia fue difundida por varios diarios de nuestro país.[24][25][26][27][28] Además el Senador Nacional por la Provincia de Misiones, Humberto_Schiavoni, destacó la trayectoria e importancia en el chamamé tanto de Blasito como de Blas Martínez Riera Grupo, como también lo hizo el concejal de la Ciudad de Posadas, Pablo Velázquez.[29]

## Discografía Oficial
| Título                                                            | Año  | Compañía discográfica     |
| ----------------------------------------------------------------- | ---- | ------------------------- |
| Chamamés de Oro                                                   | 1967 | Discos Asunción           |
| Calidad en chamamé                                                | 1968 | EMI                       |
| Regalo guaraní                                                    | 1969 | EMI                       |
| Blas Martínez Riera "Blasito" y su Conjunto del Litoral Argentino | 1970 | EMI                       |
| A una maestra                                                     | 1970 | EMI                       |
| Doma y chamamé                                                    | 1971 | EMI                       |
| El tero                                                           | 1972 | EMI                       |
| Recuérdame mi amor                                                | 1972 | EMI                       |
| Tome y traiga                                                     | 1973 | EMI                       |
| Perfume de selva                                                  | 1973 | EMI                       |
| El petiso de oro                                                  | 1974 | EMI                       |
| Jamás te podré olvidar                                            | 1975 | EMI                       |
| Sapukay pucú (Grito largo)                                        | 1976 | EMI                       |
| Quiero morir en mi pago                                           | 1977 | EMI                       |
| Mamita guapa                                                      | 1978 | EMI                       |
| Recordando a Montiel                                              | 1979 | EMI                       |
| El sabalaje                                                       | 1980 | EMI                       |
| Olor a fuelle                                                     | 1981 | EMI                       |
| Recordando a tres grandes del chamamé                             | 1983 | Interdisc                 |
| Shotis, polca y chamamé                                           | 1986 | Magenta                   |
| Aquí estoy de vuelta                                              | 1992 | Edgar Duarte Producciones |
| Destino de canto                                                  | 1995 | EMI                       |

## Compilados y reediciones
| Título                                    | Año  | Compañía discográfica                   |
| ----------------------------------------- | ---- | --------------------------------------- |
| Chamamés de Oro                           | 1980 | Discos Asunción                         |
| Chamamés de Oro                           | 1982 | Tenneesse / American Recording          |
| TV Guía                                   | 1984 | EMI                                     |
| Colección musical                         | 1985 | EMI                                     |
| Incomparable                              | 1986 | EMI                                     |
| Recuérdame mi amor                        | 1987 | EMI                                     |
| Serie k -7 Popular                        | 1988 | Interdisc / EMI                         |
| Blas Martínez Riera                       | 1988 | Interdisc / CBS Records Chile Ltda.     |
| Stock privado de la casa Odeón            | 1989 | EMI                                     |
| Blasito                                   | 1990 | Interdisc / Warner Music Uruguay        |
| Colección privada                         | 1991 | Magenta                                 |
| Blas Martínez Riera                       | 1993 | Interdisc / Música y Marketing          |
| Hoy como ayer                             | 1994 | Interdisc / Polygram                    |
| Serie Inolvidables / Música para mi amada | 1994 | EMI                                     |
| 15 Grandes éxitos                         | 1997 | EMI                                     |
| Serie Únicos                              | 1997 | EMI                                     |
| Chamamé                                   | 1998 | EMI                                     |
| Adiós Blasito                             | 2002 | Discos Peerles México / EMI             |
| Buenas noches chamamé                     | 2003 | Magenta                                 |
| Hitos de la música                        | 2009 | Fogón Música / EMI                      |
| 20 Super éxitos originales                | 2009 | Fogón Música / EMI                      |
| Hecho en el cielo                         | 2010 | Abraham Helú Producciones               |
| 20 Super éxitos originales (Vol. 2)       | 2011 | Fogón Música / EMI                      |
| Hecho en el cielo (Vol. 2)                | 2011 | Abraham Helú Producciones               |
| Hecho en el cielo (Vol. 3)                | 2012 | Abraham Helú Producciones               |
| Hecho en el cielo (Vol. 4)                | 2014 | Abraham Helú Producciones               |
| 20 Super éxitos originales (Vol. 3)       | 2015 | Fogón Música / EMI                      |
| El quinto grande del chamamé              | 2018 | La Reina Arte Discos                    |
| Misiones frontera del litoral             | 2019 | La Reina Arte Discos                    |
| Chamamé misionero                         | 2019 | La Reina Arte Discos                    |
| El salón de la fama del chamamé           | 2020 | El Barco Records / La Reina Arte Discos |
| El Quinto Elementos del Chamamé           | 2022 | Wea Argentina / La Reina Arte Discos    |
| Solos de Bandoneón (álbum completo)       | 2022 | Wea Argentina / La Reina Arte Discos    |
| La colección de Oro (álbum completo)      | 2022 | Wea Argentina / La Reina Arte Discos    |
| Sinfónica (álbum completo)                | 2022 | Wea Argentina / La Reina Arte Discos    |
| Sinfónica, volumen 2 (álbum completo)     | 2022 | Wea Argentina / La Reina Arte Discos    |
| 20 Años Aniversario (álbum completo)      | 2022 | Wea Argentina / La Reina Arte Discos    |

## Filmografía
| Título                     | Año  | Director      |
| -------------------------- | ---- | ------------- |
| La colimba no es la guerra | 1972 | Jorge Mobaied |
| La bailanta                | 1988 | Luis Rodrigo  |